# Џу Де
Џу Де (朱德; Јилонг, 1. децембар 1886 — Пекинг, 6. јул 1976) био је кинески генерал, политичар, револуционар и један од истакнутијих чланова Комунистичке партије Кине. Од 1955. био је један од Десет маршала Народноослободилачке армије.

## Биографија

### Младост
Рођен је 1886. године у сиромашној земљорадничкој породици, Јилонг, северни Сечуан. Упркос сиромаштву, Џу је успео да упише приватну школу 1892. године. Мецена му је касније био његов богати ујак, који га је послао на школовање на Војну академију Јенан. Након стицања дипломе 1907, радио је као наставник физичке културе у основној школи Јилонг. Касније је ипак напустио ову службу и постао предавач на Војној академији Јенан. Тамо се прикључио тајном политичком удружењу Тонгменгхуи (претеча партије Куоминтанг).

### Учесник у револуцији и господар рата
Радио је као предавач на академији до дипломирања у јулу 1911, након чега се придружио револуционарима у Синхај револуцији и служио у више војних јединица Републиканске армије. Након смрти свог ментора и прве супруге, Џу се одао уживању опијума, почео да води декадентан живот и постао локални господар рата. Након што му је у окршајима с осталим господарима рата убијена и друга супруга, а војска разбијена, Џу је одлучио да оде на школовање у Европу. Пре тога је био на терапијама на којима се одвикао од зависности од опијума. Покушао је да постане члан Комунистичке партије Кине 1922, али је одбијен због своје недавне прошлости.

### Укључење у комунистички покрет
Џу је 1922. отишао у Европу где је студирао на Универзитету Гетинген (Немачка) до 1925. године. Тамо се упознао са Џоу Енлајем и ускоро постао члан комунистичке партије. Затим је неко време боравио у Совјетском Савезу, те се 1926. вратио у Кину.

### Кинески грађански рат
Када је 1927. пропао савез између Куоминтанга и комуниста, Џу де је учествовао у подизању устанка у Нанчангу, али се убрзо повукао из учешћа. Када је устанак пропао, ипак је био принуђен да побегне. Са својих 10.000 војника, Џу се у планинама Ђингангшан повезао с Мао Цедунгом 1928. године. Мао је овде организовао совјет, а Џу је учествовао у оснивању кинеске Црвене армије. Комунисти су 1929, у повлачењу пред снагама Куоминтанга, основали нови Јанши совјет. Тамо је Џу Де био један од вођа Црвене армије.
Године 1934, учествовао је у организовању пробоја непријатељског обруча, након којег је уследио Дуги марш кинеских комуниста. Када су се током марша у јулу 1935. раздвојиле комунистичке Четврта и Прва армија, Џу и Љу Боченг преузели су команду над Четвртом, а Мао и Џоу над Првом армијом. Четврта армија је токо марша претрпела тешке губитке, па је Џу командовао њеном реконструкцијом након доласка на сигурно у провинцију Јенан.
Током Другог кинеско-јапанског и завршне етапе Кинеског грађанског рата, Џу је био заповедник кинеске Црвене армије. Један од његових највећих успеха против Јапанаца било је командовање јединицама током Офанзиве стотину регименти.

### Политичка каријера
Након проглашења Народне Републике Кине 1949, Џу је именован за заповедника Народноослободилачке армије. Током првих година Народне Републике био је потпредседник Комунистичке партије Кине (1956–1966) и потпредседник НР Кине (1954–1959). Надгледао је операције јединица Народноослободилачке армије током Корејског рата 1950. године, а 1955. је добио чин маршала НР Кине.
Априла 1969, током конференције о Културној револуцији, Џу је отпуштен са функција члана Политбироа Сталног комитета КП Кине и члана Националног народног конгреса. Упркос губитку политичких функција, није страдао у Културној револуцији, јер га је под заштиту узео Џоу Енлај. Августа исте године, био је премештен на мање захтевне војне функције у провинцији Гуангџоу. Године 1973. је враћен у чланство Политбироа Сталног комитера КПК.
Уживао је углед једног од првака Револуције све до своје смрти у јулу 1976. године. Умро је шест месеци после Џоу Енлаја и два месеца пре Мао Цедунга. Кремирали су га три дана након смрти.